# Johan Petersson
Johan Petersson, švedski rokometaš, * 29. marec 1973, Karlshamn.
Leta 1996 je na poletnih olimpijskih igrah v Atlanti v sestavi švedske reprezentance osvojil srebrno olimpijsko medaljo; uspeh je ponovil čez štiri leta.